# Heterakis gallinarum
Heterakis gallinarum är en rundmaskart som först beskrevs av Schrank 1788. Svenskt namn är blindtarmsmask. Heterakis gallinarum ingår i släktet Heterakis och familjen Heterakidae. Arten är reproducerande i Sverige. Inga underarter finns listade i Catalogue of Life.
Heterakis gallinarum är en parasit på fjäderfä. De vuxna parasiterna är 7-15 millimeter långa och lever i fåglarnas blindtarm. Blindtarmsmasken ger som regel inga sjukdomssymtom. Parasiten sprids mellan fåglar genom att de äter något från marken som har parasitägg på sig eller äter husflugor eller daggmask som kan ha parasitägg eller larver i sig.

## Förekomst i Sverige
Blindtarmsmask förekommer ofta i hobbyhönsflockar och finns också hos kommersiella värphöns. Normalt behandlar man inte fåglarna mot blindtarmsmask. Däremot kan blindtarmsmasken sprida en annan parasit, Histomonas meleagridis som ger upphov till histomoniasis som har hög dödlighet. Vid utbrott av histomoniasis behandlar man med avmaskningsmedel.